# عدنان حمد
عدنان حمد (عربی: عدنان حمد مجيد العباسي؛ زادهٔ ۱ فوریهٔ ۱۹۶۱) یک بازیکن فوتبال اهل عراق است.
وی همچنین در تیم ملی فوتبال عراق بازی کرده است.